# Alkej
Alkej ili Alcej (grčki: Αλκαίος, lat. Alcaeus; Mitilena, Lezb, oko 630. pr. Kr. – Lezb, oko 580. pr. Kr.) bio je starogrčki liričar aristokratskoga podrijetla. Predstavnik je monodijske lirike (pjesme koje su se pjevale uz pratnju lire). Pisao je političke, ali i ljubavne stihove (neke je posvetio Sapfi, u koju je vjerojatno bio i zaljubljen).

## Pjesme
U deset knjiga pjesama eolskoga dijalekta nalazimo ljubavne pjesme, političke i ratne pjesme te počasnice ili gozbene pjesme te himne; od svega toga sačuvano je oko 150 fragmenata. Najznačajnije su mu vinske popijevke i počasnice u kojima govori o političkim strastima, o blagodatima vina koje liječi i koje smatra pravim prijateljem. U ljubavnim pjesmama očituje se povezanost s narodnim motivima, a u nekima razotkriva svoju ljubav prema pjesnikinji Sapfi, s kojom je vjerojatno i razmjenjivao pjesme.
Nazivaju ga majstorom stiha i forme, stihovi su mu muzikalni i odlikuju se bogatstvom metrike i strofa, a njegova je strofa nazvana alkejskom strofom. Alkejska je strofa kompliciranija varijacija dominantnog jampskog uzorka. Jedna se stanca sastoji od četiri stiha; prva su dva podijeljena u dva dijela cezurom (stankom) nakon petog sloga. Sastoji se, dakle, od dva jedanaesterca, jednog deveterca i jednog deseterca. Uzorak bi se grafički mogao prikazati ovako pri čemu je _ dugi slog, , kratak, a : cezura.
```
_ _, _ _ : _, _, _
_ _, _ _ : _, _, _
_ _, _ _ _, _ _
_, _, _, _ _
```

Po uzoru na nj radio je Horacije, a također i neki moderni pisci poput Foscola, Shelleyja i Carduccija, a od hrvatskih pisaca Ivan Mažuranić i Ante Tresić Pavičić.

## Citati
- Ne valja dušu tjerati u žalost, / Ta od žalosti kakav će bit nam prid? / Oj Bakho, dajde vina amo, / Tuzi je najbolji melem vino!
- Božanska Sapfa, ljubica kosa ti je, / Med - smiješak; rad bih ti nešto ti reć, stid ne da
- Sad opiti se valja, pa i silom / Da prije ko, jer nestade Mirsila

## Djela
- Fragmenti nekih pjesama (engl. jezik)  Arhivirana inačica izvorne stranice od 15. lipnja 2006. (Wayback Machine)
- Većina sačuvanih pjesama (engl. jezik)

## Poveznice
- Starogrčka književnost
- Sapfa